# Stora Getepotten
Stora Getepotten är en sjö i Dals-Eds kommun i Dalsland och ingår i Göta älvs huvudavrinningsområde. Sjöns area är 0,026 kvadratkilometer och den befinner sig 191 meter över havet.